# Andrew Dewar Gibb
Pour les articles homonymes, voir Gibb.
Andrew Dewar Gibb (13 février 1888 - 24 janvier 1974) est un avocat, professeur et homme politique écossais. Il enseigne le droit à Édimbourg et à Cambridge et est professeur de droit Regius à l'Université de Glasgow de 1934 à 1958 . Gibb est le chef du Parti national écossais (SNP) de 1936 à 1940.

## Jeunesse et carrière
Né à Paisley, fils de William Fletcher Gibb, médecin, il fait ses études à la Paisley Grammar School, à la Homefield Preparatory School, au Trinity College, à Glenalmond et à l'Université de Glasgow, où il obtient une maîtrise en 1910 et un LLB en 1913.
Après l'obtention de son diplôme, Gibb est admis au barreau écossais en 1914 . Au cours de la Première Guerre mondiale, il sert en France avec le 6e Bataillon des Royal Scots Fusiliers, atteignant le grade de major. Il sert également comme adjudant de Winston Churchill pendant la courte période de 1916 lorsque Churchill est le commandant du bataillon . Gibb devient membre du barreau anglais en 1917 et exerce la profession d'avocat en Angleterre . En 1929, il est nommé maître de conférences en droit anglais à l'université d'Édimbourg et, de 1931 à 1934, maître de conférences en droit écossais à l'université de Cambridge .
En 1934, Gibb est nommé professeur Regius de droit à l'Université de Glasgow, et de 1937 à 1939 et de 1945 à 1947, il est doyen de la faculté de droit de l'Université . En tant que juriste, il édite une série d'ouvrages, notamment des éditions successives d'un texte sur le droit des collisions maritimes et sur la position du droit écossais au Royaume-Uni. Son Glossaire des termes juridiques des étudiants est publié en 1946 et quatre éditions de sa Préface à la loi écossaise sont publiées entre 1944 et 1964 . En 1947, il devient conseiller du roi  et de 1955 à 1957, il est président de la Société du sautoir. Gibb prend sa retraite de son poste de professeur en 1958 et reçoit un doctorat honorifique en droit de l'université l'année suivante.

## Carrière politique
Andrew Dewar Gibb est politiquement actif tout au long de sa vie d'adulte. Il commence sa carrière politique dans les années 1920 au Parti unioniste, et se présente sans succès comme candidat parlementaire unioniste pour Hamilton en 1924 et pour Greenock en 1929 ,.
Au cours des années 1920, Gibb en vient à penser que l'Écosse a été mal servie par l'union de 1707. Son livre Scotland in Eclipse (1930) a lié la dépression économique à un malaise culturel plus large en Écosse. En particulier, il croit que le statut de l'Écosse en tant que partenaire de la mission impériale a été compromis par son statut modeste au Royaume-Uni. Alors qu'il évolue vers une position nationaliste écossaise, il conserve également une vision du monde de droite et les questions impériales restent importantes dans ses écrits .
Gibb s'implique dans le nationalisme écossais en devenant membre du Parti écossais, qui est fondé comme contrepoids au Parti national de gauche d'Écosse . En 1934, il est membre fondateur du Parti national écossais (SNP) et est le deuxième chef du SNP, de 1936 à 1940 . Gibb se présente en tant qu'indépendant pour la circonscription des universités écossaises combinées aux élections générales de 1935 et en tant que candidat parlementaire du SNP à l'élection partielle des universités écossaises combinées de 1936, remportant 31,1 % des voix et la deuxième place . Cependant, il remporte moins de succès à l'élection partielle de 1938, sa part tombant à 18,2 % . Gibb démissionne de son poste de chef du SNP en 1940, en raison de ce qu'il considère comme son embardée rapide vers la gauche. En 1947, il envisage de retourner au Parti unioniste et peut-être de se présenter à nouveau au Parlement sous leur bannière .
Gibb est décédé à son domicile de Glasgow en 1974, à l'âge de 85 ans. Marié à Margaret Isabel Downie en 1923, le couple a un fils et deux filles .

## Publications
- With Winston Churchill at the Front, 1924
- Sale of Goods on CIF and FOB Terms: A Guide to the Decisions, 1924
- The International Law of Jurisdiction in Scotland and England, 1926
- International Private Law of Scotland in the 16th and 17th Centuries, 1928
- Scotland in Eclipse, 1930
- The Trial of Motor Car Accident Cases, 1930
- Select Cases in the Law of Scotland, 1933
- Scottish Empire, 1937
- A Preface to Scots Law, 1944
- Student's Glossary of Legal Terms, 1946
- Law from over the Border: A Short Account of a Strange Jurisdiction, 1950
- Scotland Resurgent, 1950
- Perjury Unlimited: A Monograph on Nuremberg, 1954
- Fragmenta Legis, 1955
- Judicial Corruption in the United Kingdom, 1957